# Glücksburg
Glücksburg (en danés: Lyksborg) es una pequeña población en el distrito de Schleswig-Flensburg, en Schleswig-Holstein, Alemania. Está situada en la parte sur del fiordo de Flensburg, una penetración del mar Báltico en el continente, aproximadamente a 10 km al noroeste de Flensburg.
La población fue en un principio el origen de la familia Schleswig-Holstein-Sonderburg-Glücksburg (o simplemente Glücksburg), desde 1863 la familia real de Dinamarca y desde 1905 de Noruega. Una rama de la familia fue anteriormente la familia real de Grecia, que incluye al príncipe Felipe, duque de Edimburgo, y por lo tanto también incluye el linaje heredero de la monarquía del Reino Unido y los dominios de la Mancomunidad de Naciones.
Glücksburg es sede de una base de la Marina Alemana (Deutsche Marine).